# Francia en la Copa Mundial de Rugby

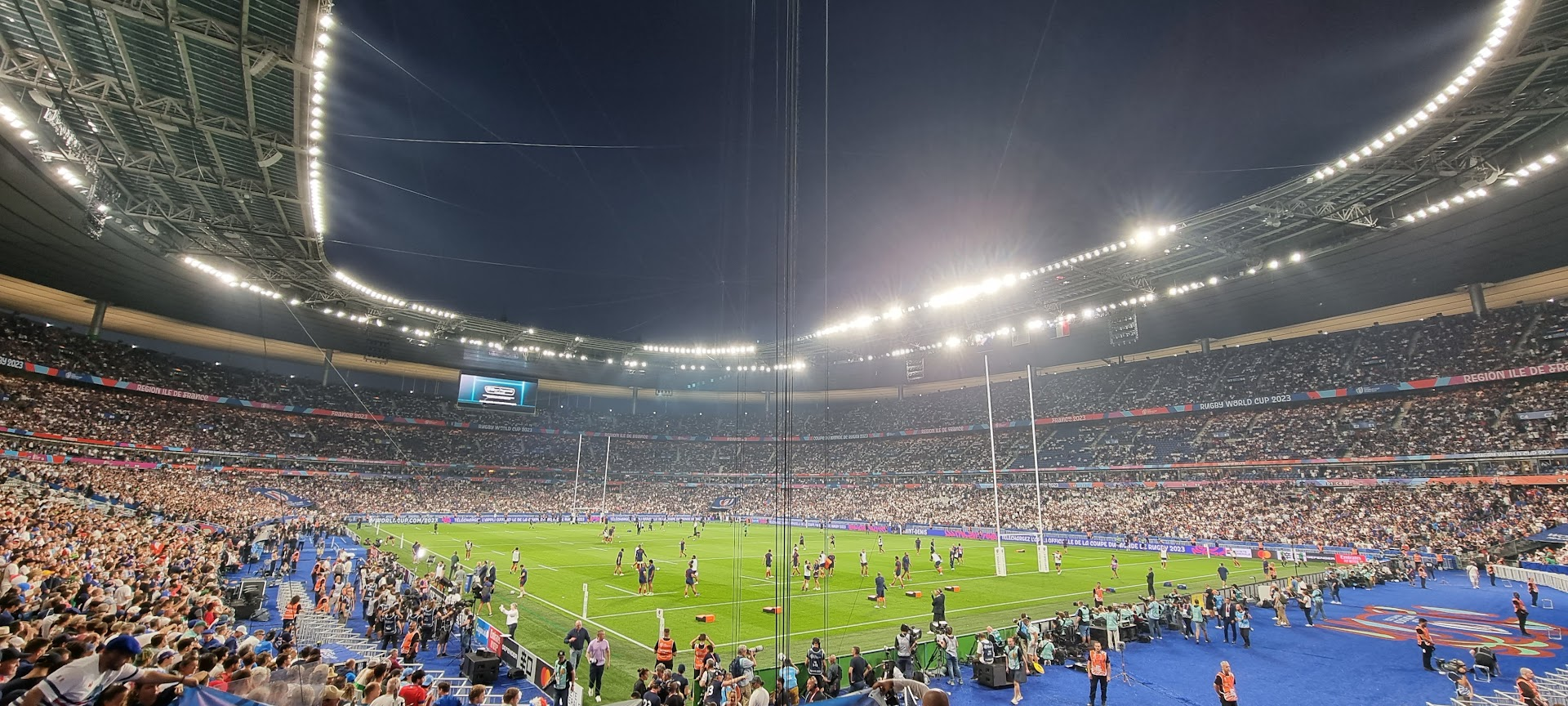
Partido entre Francia y Nueva Zelanda en la Copa Mundial de Rugby de 2023 en Stade de France.

La Selección de rugby de Francia participó en todas las ediciones de la Copa del Mundo de Rugby. Clasificando automáticamente a todos los torneos al alcanzar los cuartos de final en la anterior copa mundial, además organizó la edición de 2007 y organizará la edición de 2023.
Les Bleus consiguieron su mejor resultado al consagrarse subcampeones en Nueva Zelanda 1987, Gales 1999 y Nueva Zelanda 2011, también obtuvieron el tercer puesto en Sudáfrica 1995, además del cuarto puesto en Australia 2003 y Francia 2007.

## Nueva Zelanda 1987
Jacques Fouroux fue entrenador del seleccionado invitado, junto a otras 15 naciones, a la primera edición del campeonato; que se realizó principalmente en Nueva Zelanda. Francia llegó siendo campeona del Cinco Naciones, pero no era candidata al título pese al Grand Slam.

### Participación

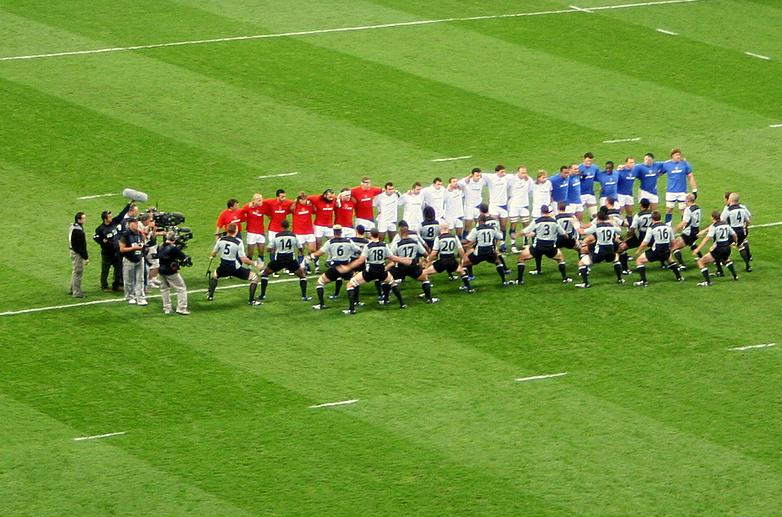
Francia enfrenta el Haka de los All Blacks, Cuartos de final.

Ganaron su grupo cediendo solo un empate con Escocia, vencieron a Fiyi en cuartos y en semifinales ganaron sorprendentemente a los Wallabies, en el mejor partido del torneo.
Grupo D
| Equipo   | Jug. | Gan. | Emp. | Perd. | A favor | En contra | Puntos |
| -------- | ---- | ---- | ---- | ----- | ------- | --------- | ------ |
| Francia  | 3    | 2    | 1    | 0     | 145     | 44        | 5      |
| Escocia  | 3    | 2    | 1    | 0     | 135     | 69        | 5      |
| Rumania  | 3    | 1    | 0    | 2     | 61      | 130       | 2      |
| Zimbabue | 3    | 0    | 0    | 3     | 53      | 151       | 0      |

### Final
Fue notable que Les Bleus jugaron muy nerviosos debido a la presión de ganar el título, mientras se apreció a unos serenos All Blacks que jugaron confiados de la victoria y aprovecharon todos los errores franceses para imponerse.
| 20 de junio de 1987 | Nueva Zelanda                                            | 29 – 9 (9-0) | Francia                                          | Eden Park, Auckland,                                         |                                                              |
|                     | Tries: Jones Kirk Kirwan Con: Fox Pen: Fox (4) Drop: Fox | Reporte      | Try: Berbizier Con: Camberabero Pen: Camberabero | Asistencia: 48.035 espectadores Árbitro(s): Kerry Fitzgerald | Asistencia: 48.035 espectadores Árbitro(s): Kerry Fitzgerald |

## Inglaterra 1991

### Plantel
Entrenador: Daniel Dubroca
Forwards
| - Louis Armary - Abdelatif Benazzi - Laurent Cabannes | - Jean-Marie Cadieu - Marc Cécillon - Éric Champ | - Michel Courtiols - Thierry Devergie - Philippe Gimbert | - Grégoire Lascubé - Philippe Marocco - Pascal Ondarts - Olivier Roumat |

Backs
| - Serge Blanco - Didier Camberabero | - Fabien Galthié - Thierry Lacroix - Jean-Baptiste Lafond | - Patrice Lagisquet - Franck Mesnel - Jean-Luc Sadourny | - Philippe Saint-André - Henri Sanz - Philippe Sella |

### Participación
Grupo D
| Equipo  | Gan. | Emp. | Per. | A favor | En contra | Puntos |
| ------- | ---- | ---- | ---- | ------- | --------- | ------ |
| Francia | 3    | 0    | 0    | 82      | 25        | 9      |
| Canadá  | 2    | 0    | 1    | 45      | 33        | 7      |
| Rumania | 1    | 0    | 2    | 31      | 64        | 5      |
| Fiyi    | 0    | 0    | 3    | 27      | 63        | 3      |

#### Cuartos de final
| 19 de octubre de 1991 | Francia                        | 10 – 19  | Inglaterra                                       | Parque de los Príncipes, París,                          |                                                          |
|                       | Tries: Lafond Pen: Lacroix (2) | [Reporte | Tries: Underwood Carling Con: Webb Pen: (3) Webb | Asistencia: 46.749 espectadores Árbitro(s): David Bishop | Asistencia: 46.749 espectadores Árbitro(s): David Bishop |

## Sudáfrica 1995

### Plantel
Entrenador: Pierre Berbizier
Forwards
| - Louis Armary - Abdelatif Benazzi - Philippe Benetton | - Laurent Bénézech - Olivier Brouzet - Laurent Cabannes - Christian Califano | - Albert Cigagna - Marc Cécillon - Arnaud Costes - Marc de Rougemont | - Philippe Gallart - Jean-Michel González - Olivier Merle - Olivier Roumat |

Backs
| - Guy Accoceberry - Yann Delaigue - Christophe Deylaud | - Fabien Galthié - Thierry Lacroix - Franck Mesnel | - Émile Ntamack - Jean-Luc Sadourny - Philippe Saint-André | - Philippe Sella - William Téchoueyres - Sébastien Viars |

### Participación
Grupo D
| Equipo          | Gan. | Emp. | Perd. | A favor | En contra | Puntos |
| --------------- | ---- | ---- | ----- | ------- | --------- | ------ |
| Francia         | 3    | 0    | 0     | 114     | 47        | 9      |
| Escocia         | 2    | 0    | 1     | 149     | 27        | 7      |
| Tonga           | 1    | 0    | 2     | 44      | 90        | 5      |
| Costa de Marfil | 0    | 0    | 3     | 29      | 172       | 3      |

#### Cuartos de final
| 10 de junio de 1995, | Local | vs. | Visita |  |  |

#### Semifinales
| 17 de junio de 1995, | Local | vs. | Visita |  |  |

#### Tercer y cuarto puesto
| 22 de junio de 1995, | Local | vs. | Visita |  |  |

## Gales 1999

### Plantel
Entrenador: Jean-Claude Skrela

### Participación
Grupo C
| Equipo  | Gan. | Emp. | Per. | A favor | En contra | Puntos |
| ------- | ---- | ---- | ---- | ------- | --------- | ------ |
| Francia | 3    | 0    | 0    | 108     | 52        | 6      |
| Fiyi    | 2    | 0    | 1    | 124     | 68        | 4      |
| Canadá  | 1    | 0    | 2    | 114     | 82        | 2      |
| Namibia | 0    | 0    | 3    | 28      | 186       | 0      |

#### Cuartos de final
|  | Local | vs. | Visita |  |  |

#### Semifinales
|  | Local | vs. | Visita |  |  |

#### Final
| 6 de noviembre de 1999 | Australia | 35 – 12 | Francia | Millennium Stadium, Cardiff,                                         |  |
|                        |           |         |         | Asistencia: 74.500 espectadores Árbitro(s): André Watson (Sudáfrica) |  |

## Australia 2003

### Plantel
Entrenador: Bernard Laporte

### Participación
Grupo B
| Equipo         | Gan. | Emp. | Per. | A favor | En contra | Extra | Puntos |
| -------------- | ---- | ---- | ---- | ------- | --------- | ----- | ------ |
| Francia        | 4    | 0    | 0    | 204     | 70        | 4     | 20     |
| Escocia        | 3    | 0    | 1    | 102     | 97        | 2     | 14     |
| Fiyi           | 2    | 0    | 2    | 98      | 114       | 2     | 10     |
| Estados Unidos | 1    | 0    | 3    | 86      | 125       | 2     | 6      |
| Japón          | 0    | 0    | 4    | 79      | 163       | 0     | 0      |

#### Cuartos de final
| 9 de noviembre de 2003 | Local | vs. | Visita |  |  |

#### Semifinales
| 16 de noviembre | Local | vs. | Visita |  |  |

#### Tercer y cuarto puesto
| 20 de noviembre | Local | vs. | Visita |  |  |

## Francia 2007

### Plantel
Entrenador: Bernard Laporte
Forwards
| - Serge Betsen - Julien Bonnaire - Sébastien Bruno - Sébastien Chabal | - Pieter de Villiers - Thierry Dusautoir - Imanol Harinordoquy - Raphaël Ibáñez | - Rémy Martin - Nicolas Mas - Olivier Milloud - Lionel Nallet - Yannick Nyanga | - Fabien Pelous - Jean-Baptiste Poux - Dimitri Szarzewski - Jérôme Thion |

Backs
| - Lionel Beauxis - Vincent Clerc - Christophe Dominici | - Jean-Baptiste Élissalde - Cédric Heymans - Yannick Jauzion | - David Marty - Frédéric Michalak - Pierre Mignoni | - Clément Poitrenaud - Aurélien Rougerie - David Skrela - Damien Traille |

### Participación
Grupo D
| Posición | Equipo        | Partidos | Partidos | Partidos | Partidos | Tantos  | Tantos    | Tantos | Puntos bonus | Puntos |
| Posición | Equipo        | Jug      | Gan      | Emp      | Per      | A favor | En contra | Dif    | Puntos bonus | Puntos |
| -------- | ------------- | -------- | -------- | -------- | -------- | ------- | --------- | ------ | ------------ | ------ |
| 1        | Argentina     | 4        | 4        | 0        | 0        | 143     | 33        | +110   | 2            | 18     |
| 2        | Francia       | 4        | 3        | 0        | 1        | 188     | 37        | +151   | 3            | 15     |
| 3        | rugby Irlanda | 4        | 2        | 0        | 2        | 64      | 82        | -18    | 1            | 9      |
| 4        | Georgia       | 4        | 1        | 0        | 3        | 50      | 111       | -61    | 1            | 5      |
| 5        | Namibia       | 4        | 0        | 0        | 4        | 30      | 212       | -182   | 0            | 0      |

#### Cuartos de final
| 6 de octubre de 2007, 21:00 | Nueva Zelanda                                                              | 18 – 20 | Francia                                                                                 | Millennium Stadium, Cardiff,                                          |                                                                       |
|                             | Tries 17' McAlister 63' So'oialo Conversión Carter Penales Carter 14', 31' | Reporte | Tries 54' Dusautoir 69' Jauzion Conversiones Beauxis Élissalde Penales 40', 46' Beauxis | Asistencia: 74.123 espectadores Árbitro(s): Wayne Barnes (Inglaterra) | Asistencia: 74.123 espectadores Árbitro(s): Wayne Barnes (Inglaterra) |

#### Semifinales
| 13 de octubre de 2007, 21:00 | Inglaterra                                                  | 14 – 9  | Francia                      | Estadio de Francia, Saint-Denis,                                        |                                                                         |
|                              | Try Lewsey 2' Penales Wilkinson 47', 74' Drop Wilkinson 77' | Reporte | Penales 7', 18', 43' Beauxis | Asistencia: 80.283 espectadores Árbitro(s): Jonathan Kaplan (Sudáfrica) | Asistencia: 80.283 espectadores Árbitro(s): Jonathan Kaplan (Sudáfrica) |

#### Tercer puesto
| 19 de octubre de 2007, 21:00 | Francia                                                   | 10 – 34 | Argentina | Parc des Princes, París,                                                |                                                                         |
|                              | Try Poitrenaud 69' Conversión Beauxis Penal Élissalde 18' | Reporte | Tries 28', 77' F. Contepomi 32' Hasan 53' Aramburú 65' Corleto Conversiones (3) F. Contepomi Penal 21' F. Contepomi | Asistencia: 45.958 espectadores Árbitro(s): Paul Honiss (Nueva Zelanda) | Asistencia: 45.958 espectadores Árbitro(s): Paul Honiss (Nueva Zelanda) |

## Nueva Zelanda 2011

### Plantel
Entrenador: Marc Lièvremont
Forwards
| - Fabien Barcella - Julien Bonnaire - Luc Ducalcon - Thierry Dusautoir | - Guilhem Guirado - Imanol Harinordoquy - Rafaël Lakafia - Nicolas Mas | - Romain Millo-Chluski - Lionel Nallet - Fulgence Ouedraogo - Pascal Papé | - Louis Picamoles - Julien Pierre - Jean-Baptiste Poux - William Servat - Dimitri Szarzewski |

Backs
| - Vincent Clerc - Jean-Marc Doussain - Fabrice Estebanez | - Cédric Heymans - David Marty - Maxime Médard - Maxime Mermoz | - Alexis Palisson - Morgan Parra - Aurélien Rougerie - David Skrela | - Damien Traille - François Trinh-Duc - Dimitri Yachvili |

### Participación
Grupo A
| Posición | Selección     | Partidos | Partidos | Partidos  | Partidos | Tries a favor | Tantos  | Tantos    | Tantos     | Puntos extra | Puntos |
| Posición | Selección     | jugados  | ganados  | empatados | perdidos | Tries a favor | a favor | en contra | diferencia | Puntos extra | Puntos |
| -------- | ------------- | -------- | -------- | --------- | -------- | ------------- | ------- | --------- | ---------- | ------------ | ------ |
| 1        | Nueva Zelanda | 4        | 4        | 0         | 0        | 36            | 240     | 49        | +191       | 4            | 20     |
| 2        | Francia       | 4        | 2        | 0         | 2        | 13            | 124     | 96        | +28        | 3            | 11     |
| 3        | Tonga         | 4        | 2        | 0         | 2        | 7             | 80      | 98        | −18        | 1            | 9      |
| 4        | Canadá        | 4        | 1        | 1         | 2        | 9             | 82      | 168       | −86        | 0            | 6      |
| 5        | Japón         | 4        | 0        | 1         | 3        | 8             | 69      | 184       | −115       | 0            | 2      |

#### Cuartos de final
|  | Local | vs. | Visita |  |  |

#### Semifinales
|  | Local | vs. | Visita |  |  |

#### Final
|  | Local | vs. | Visita |  |  |

## Inglaterra 2015

### Plantel
Entrenador: Philippe Saint-André
Forwards
| - Uini Atonio - Eddy Ben Arous - Damien Chouly - Vincent Debaty | - Thierry Dusautoir - Alexandre Flanquart - Guilhem Guirado - Benjamin Kayser | - Bernard Le Roux - Yoann Maestri - Nicolas Mas - Yannick Nyanga | - Fulgence Ouedraogo - Pascal Papé - Louis Picamoles - Rabah Slimani - Dimitri Szarzewski |

Backs
| - Mathieu Bastareaud - Brice Dulin - Alexandre Dumoulin | - Gaël Fickou - Wesley Fofana - Rémy Grosso - Sofiane Guitoune | - Yoann Huget - Rory Kockott - Frédéric Michalak - Noa Nakaitaci | - Morgan Parra - Scott Spedding - Rémi Talès - Sébastien Tillous-Borde |

### Participación
Grupo D
| Posición | Selección | Partidos | Partidos | Partidos  | Partidos | Tries a favor | Tantos  | Tantos    | Tantos     | Puntos extra | Puntos |
| Posición | Selección | jugados  | ganados  | empatados | perdidos | Tries a favor | a favor | en contra | diferencia | Puntos extra | Puntos |
| -------- | --------- | -------- | -------- | --------- | -------- | ------------- | ------- | --------- | ---------- | ------------ | ------ |
| 1        | Irlanda   | 4        | 4        | 0         | 0        | 16            | 134     | 35        | 99         | 2            | 18     |
| 2        | Francia   | 4        | 3        | 0         | 1        | 12            | 120     | 63        | 57         | 2            | 14     |
| 3        | Italia    | 4        | 2        | 0         | 2        | 7             | 74      | 88        | -14        | 2            | 10     |
| 4        | Rumania   | 4        | 1        | 0         | 3        | 7             | 60      | 129       | -69        | 0            | 4      |
| 5        | Canadá    | 4        | 0        | 0         | 4        | 7             | 58      | 131       | -73        | 2            | 2      |

#### Cuartos de final
|  | Local | vs. | Visita |  |  |

## Japón 2019
Grupo C
| Posición | Selección      | Partidos | Partidos | Partidos  | Partidos | Tries a favor | Tantos  | Tantos    | Tantos     | Puntos extra | Puntos |
| Posición | Selección      | jugados  | ganados  | empatados | perdidos | Tries a favor | a favor | en contra | diferencia | Puntos extra | Puntos |
| -------- | -------------- | -------- | -------- | --------- | -------- | ------------- | ------- | --------- | ---------- | ------------ | ------ |
| 1        | Inglaterra     | 0        | 0        | 0         | 0        | 0             | 0       | 0         | 0          | 0            | 0      |
| 2        | Francia        | 0        | 0        | 0         | 0        | 0             | 0       | 0         | 0          | 0            | 0      |
| 3        | Argentina      | 0        | 0        | 0         | 0        | 0             | 0       | 0         | 0          | 0            | 0      |
| 4        | Estados Unidos | 0        | 0        | 0         | 0        | 0             | 0       | 0         | 0          | 0            | 0      |
| 5        | Tonga          | 0        | 0        | 0         | 0        | 0             | 0       | 0         | 0          | 0            | 0      |